# Neocentema robecchii
Neocentema robecchii är en amarantväxtart som först beskrevs av Lopr., och fick sitt nu gällande namn av Schinz. Neocentema robecchii ingår i släktet Neocentema och familjen amarantväxter. Inga underarter finns listade i Catalogue of Life.